# As Pupilas do Senhor Reitor (1935)
As Pupilas do Senhor Reitor é um filme português de 1935, dirigido por Leitão de Barros, baseado no célebre romance de Júlio Dinis As Pupilas do Senhor Reitor.
Em preto-e-branco, com a duração de 102 minutos, nele destaca-se Maria Matos, atriz portuguesa que se tornou conhecida neste filme.

## Elenco
- Joaquim Almada - Reitor
- Maria Matos - Joana
- António Silva - João da Esquina
- Leonor d'Eça - Pupila (Margarida)
- Maria Paula - Pupila
- Oliveira Martins - Pedro
- Paiva Raposo - Daniel
- Lino Ferreira - João Semana
- Carlos de Oliveira - José das Dornas
- Emília D'Oliveira - Senhora Teresa
- Costinha - Barbeiro
- María Castelar - Francisquinha
- Perpétua Rosa dos Santos - Ti Zefa

## Prémios
A atriz Leonor D'Eça foi premiada pelo seu papel no filme.